# Zemitz
Zemitz er en by og kommune i det nordøstlige Tyskland, beliggende i Amt Am Peenestrom i Landkreis Vorpommern-Greifswald. Landkreis Vorpommern-Greifswald ligger i delstaten Mecklenburg-Vorpommern. Kommunen var indtil 1. januar 2005 en del af Amt Wolgast-Land.

## Geografi
Zemitz er beliggende omkring syv kilometer syd for Wolgast og syv kilometer nord for Lassan. I kommunen ligger ud over Zemitz, landsbyerne Bauer, Hohensee, Seckeritz og Wehrland. Mod øst grænser kommunen op til Peenestrom.
Vandløbet Brebowbach løber gennem kommunen og videre til Peenestrom. Eneste nævneværdige sø i kommunen er den ca. 10 hektar store Hohe See ved landsbyen Hohensee. Syd for byen Zemitz findes det 43 meter høje Rauhe Berg, der er det højeste punkt i kommunen.

## Eksterne kilder og henvisninger
- Wikimedia Commons har flere filer relateret til Zemitz
- Byens side Arkiveret 2. februar 2017 hos  Wayback Machine på amtets websted
- Statistik Arkiveret 2. februar 2017 hos  Wayback Machine